# Kim Veisgaard
Kim Veisgaard (født 11. september 1954 i Aarhus) er en dansk skuespiller og teaterinstruktør. Han er i dag tilknyttet Aarhus Teater.

## Karriere
Kim Veisgaard blev uddannet fra Statens Teaterskole i 1978. I 1983 fik han sin filmdebut med en lille rolle i Koks i kulissen.
I 1986 fik han rollen som skurkens enfoldige nevø Junker Juchs i DR1's julekalender Jul på Slottet. En rolle som gjorde ham bredere kendt, og som affødte en del breve fra børn og bedsteforældre, der tilkendegav, at de syntes, det var synd for ham, at han hele tiden måtte stå for skud i serien. Han fik rollen til trods for, at han ikke kunne ride, hvilket der blev spurgt om til castingen. Senere har han været instruktør på dramatiseringen af Jul på Slottet med Den Jyske Opera hvert år til jul fra 2007 og frem.
Efterfølgende har han haft en del mindre roller i film- og serieproduktioner; senest Forbrydelsen III i 2012. Veisgaard har deltaget i mere en 80 teaterforestillinger, hvoraf størstedelen har været på Aarhus Teater, hvor han har deltaget som både skuespiller, instruktør og underviser på spilleruddannelsen. Han har været en fast ansat siden 1982, hvor også Jens Zacho Böye, der spillede rollen som Valentin i Jul på Slottet, arbejder. Veisgaard har også deltaget i Blokhus-revyen i 1982-1984.

## Privat
Veisgaard blev gift med Hanne Wolff Clausen (1953) d. 3. juni 1989.

## Hæder
Veisgaard er blevet nomineret til Teaterprisen Jeppe to gange og derudover modtaget flere priser for sine skuespillerpræstationer her iblandt:
- 1998 Theaterforeningen i Aarhus' rejselegat[6]
- 1999 Ole Haslunds Kunstnerfond[6]
- 2000 Lauritzen-prisen[4]
- 2001 Olaf Poulsens Mindelegat[4]
- 2003 Olaf Ussings Fonds Legat[4][7]

## Filmografi

### Film
- 1983 Koks i kulissen
- 1993 Længe leve friheden (tv-film)
- 1995 Sommeren
- 1998 Majoren (tv-film)
- 2004 Tid til forandring

### Tv-serier
- 1986 Jul på Slottet
- 1992 Gøngehøvdingen
- 2004 Krøniken
- 2012 Forbrydelsen III